# Заменгоф, Зоя Михайловна
Зоя Михайловна Заменгоф (2 июня 1924, Москва — 19 октября 1992, Москва) — советский юрист, специалист по правовому регулированию имущества государственных предприятий; выпускница юридического факультета МГУ имени Ломоносова (1948); доктор юридических наук с диссертацией о правовом режим имущества советских хозяйственных органов (1984); ведущий научный сотрудник Института государства и права АН СССР (1986).

## Биография
Двоюродная племянница основателя эсперанто Лазаря Марковича Заменгофа (внучка его родного дяди — Йосла-Вольфа Файвеловича Заменгофа, внучатая племянница педагога М. Ф. Заменгофа).

## Работы
Зоя Заменгоф являлась автором и соавтором 135 научных публикаций, включая несколько учебников и монографий; она специализируется, в основном, на проблемах правового регулирования имущества советских государственных предприятий и организаций:
- «Расторжение и изменение хозяйственных договоров» (М., 1967);
- «Правовой режим имущества хозяйственных органов» (М., 1972);
- «Правовой режим материальных и финансовых ресурсов в хозяйственных системах» (М., 1987);
- «Закон о предприятии: как его применять?» (М., 1988).